# Dassault Mercure
Dassault Mercure — французький реактивний пасажирський літак. У 1967 році розпочалися роботи по його розробці, у 1973 році перший серійний літак розпочав польоти, у 1995 році відбувся останній політ літака.

## Розробка та проектування
У 1967 році, при підтримці Французького уряду керівництвом Dassault Aviation, було вирішено розробити пасажирський літак, що став би конкурентом Boeing 737. Це був відвертий напад із 140-місним конкурентом на нішу ринку, яку посідали 100-місний Boeing 737-100 та 115-місний Boeing 737-200. Літак давав можливість Dassault Aviation показати на ринку пасажирських авіалайнерів свої знання в області високошвидкісної аеродинаміки і низькошвидкісними підйомними характеристиками, розробленими раніше для широкої лінійки бойових літаків таких як Dassault Ouragan, Dassault Mystère та Dassault Mirage.
Марсель Дассо вирішив назвати літак на честь Меркурія (фр. Mercure). «Бажаючи дати літаку ім'я міфологічного бога, я знайшов лише одного, який мав крила на шоломі і елерони на ногах, звідси і назва Mercure...» сказав Марсель Дассо. Для розробки крила літака було застосовано надсучасні, на той момент, комп'ютерні технології. Хоча Mercure був більший за Boeing 737, його швидкість була майже вдвічі вищою. У червні 1969 року макет літака у повну величину було представлено на Паризькому авіашоу в Ле Бурже. 4 квітня 1971 року прототип Mercure 01 виїхав з заводу Бордо-Мериньяк (Bordeaux-Mérignac). Літак було оснащено двома двигунами Pratt & Whitney JT8D-11 з 6 800 кг тяги. Перший політ було здійснено 28 травня 1971 року в Мериньяк. Другий прототип, який було оснащено Pratt & Whitney JT8D-15 (двигун, який буде використовуватися на усіх вироблених літаках Mercure), здійснив перший політ 7 вересня 1972 року. 19 липня 1973 здійснив політ перший серійний літак. Mercure отримав сертифікат 12 лютого 1974 року, і уже 30 вересня 1974 року, був сертифікований згідно з категорією IIIA (автоматична посадка у будь-яку погоду; мінімальна видимість 500 футів; мінімальна висота 50 футів).
Mercure — перший авіалайнер, що управлявся 100% жіночим екіпажем в одному із своїх польотів.
Dassault Aviation намагалися залучити великі міжнародні та деякі місцеві авіакомпанії до придбання літака, позиціонуючи свій літак як заміну Douglas DC-9. Деякі авіакомпанії проявили початкове зацікавлення продукцією, проте жодна крім внутрішньої авіакомпанії Air Inter, не подала замовлення. Відсутність зацікавлення обумовлювалась декількома факторами, зокрема, девальвація долара та нафтова криза 1970-х, але основним фактором була дальність польоту — зручна для перельотів в межах Європи, проте недостатня для перельотів по дальнім маршрутам. При максимальному корисному навантаженні, дальність польоту літака була всього 1 700 км. Саме тому літак не було продано жодній закордонній авіакомпанії. Сумарно продавши авіакомпанії Air Inter 10 серійних літаків та один перероблений прототип, авіалайнер став найбільшим провалом з точки зору рівня продажів авіалайнерів. Число проданих літаків було менше ніж в інших провальних за рівнем продажу проектів таких як: Конкорд (20 вироблено +6 не літало), VFW-Fokker 614, Convair 880 та Convair 990, Vickers VC10, Ту-144 та Boeing 747SP.
Після комерційного провалу першого варіанту літака Mercure (Mercure 100), Марсель Дассо попросив своїх інженерів розробити нову версію Mercure. Mercure 200C розроблявся у співпраці з Air France і мав дальність польоту 2 200 км із 140 пасажирами. Декілька великих авіакомпаній США зацікавились проектом. Тим не менш вартість розробки проекту  Mercure 200C була високою.
На початку 1973 року, було досягнуто домовленості з французьким урядом на фінансування цієї програми. Dassault Aviation мало отримати 200 мільйонів французьких франків кредиту, який мав бути поверненим після продажу 201 виробленого літака. Але Air France хотів, щоб новий авіалайнер був оснащений двигунами Pratt & Whitney JT8D-117, які були тихші але важчі за JT8D-15. Dassault Aviation потребувало додаткових 80 мільйонів франків для задоволення потреби Air France. Уряд Франції відповів, що Dassault має покрити половину витрат на розробку Mercure 200C, що було неможливим після комерційного провалу Mercure 100. Тому проект Mercure 200C було відмінено.
Пізніше, для відповіді на запит від DGAC (фр. Direction Générale de l'Aviation Civile, Управління цивільної авіації), Дассо запропонував оснастити Mercure двигунами CFM-56 розробленими спільно General Electric та Snecma. Ця версія мала носити назву Mercure 200. В 1975 році були проведені перемовини з Douglas та Lockheed будувати та продавати літаки Mercure 200 в США, та зі SNIAS, щоб будувати його у Франції. Проте Марсель Дассо був занепокоєний тим, що на двигуни CFM-56 не було жодного замовлення і його виробництво можуть згорнути, до того як почнеться виробництво Mercure 200. Між тим Douglas представила нову подовжену версію DC-9, що був прямим конкурентом Mercure 200. Контакти з Douglas після цього завершились. Dassault ініціювала перемовини з General Dynamics, основним конкурентом Dassault на ринку військових літаків, але перемовини не дали жодного результату.

## Експлуатація

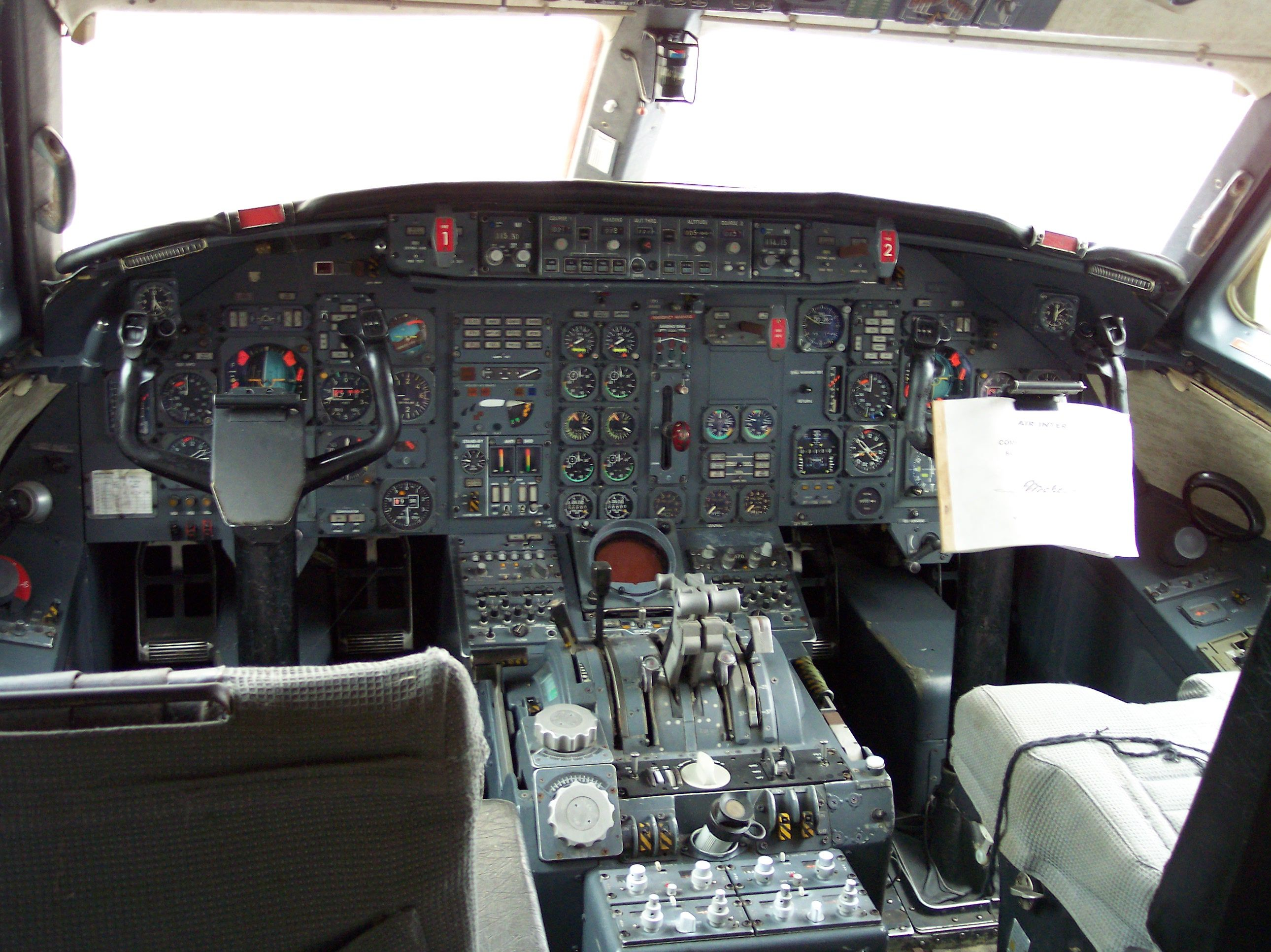
Кабіна пілотів літака Mercure

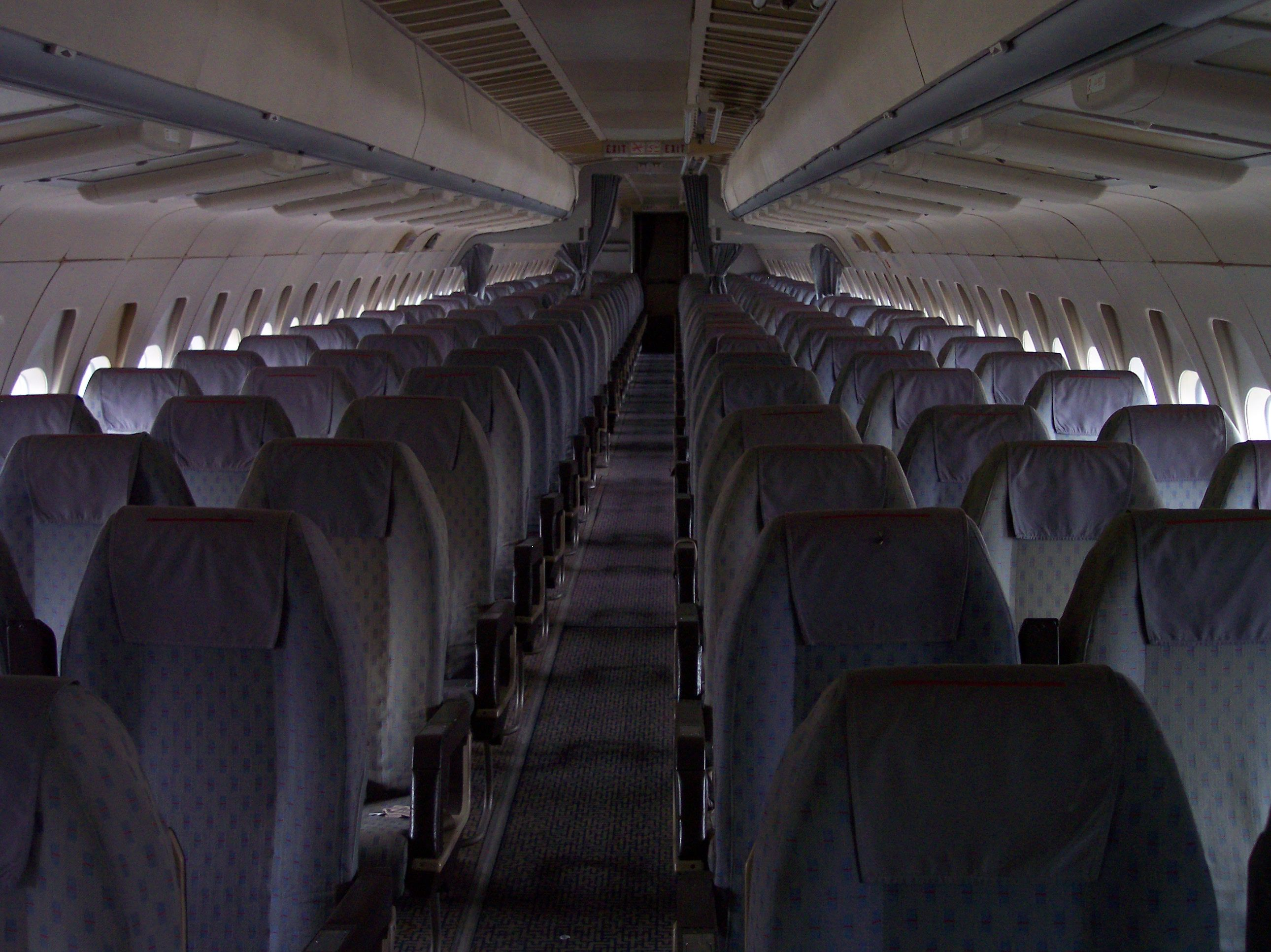
Салон літака Mercure

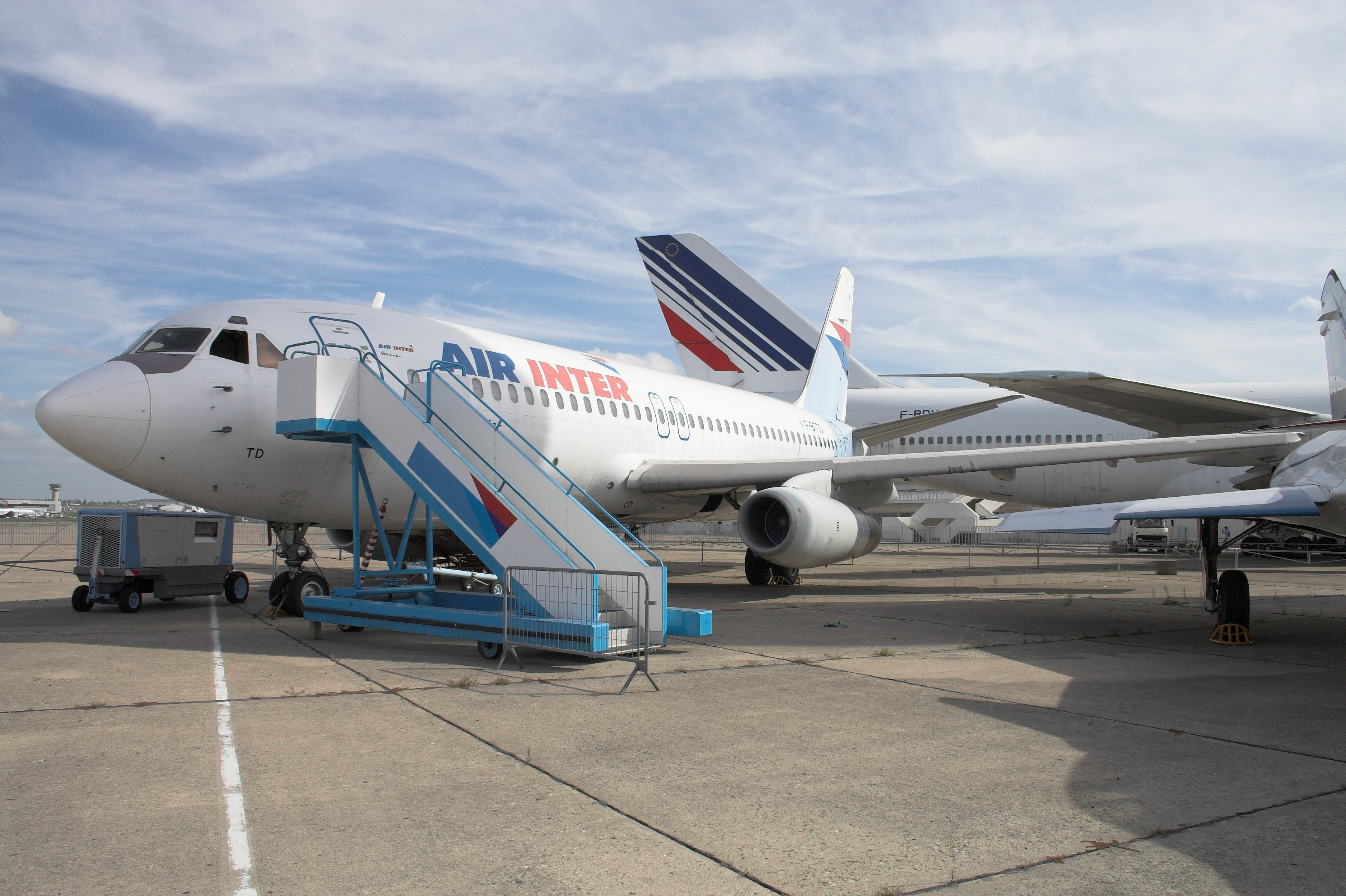
Літак Mercure в Ле Бурже

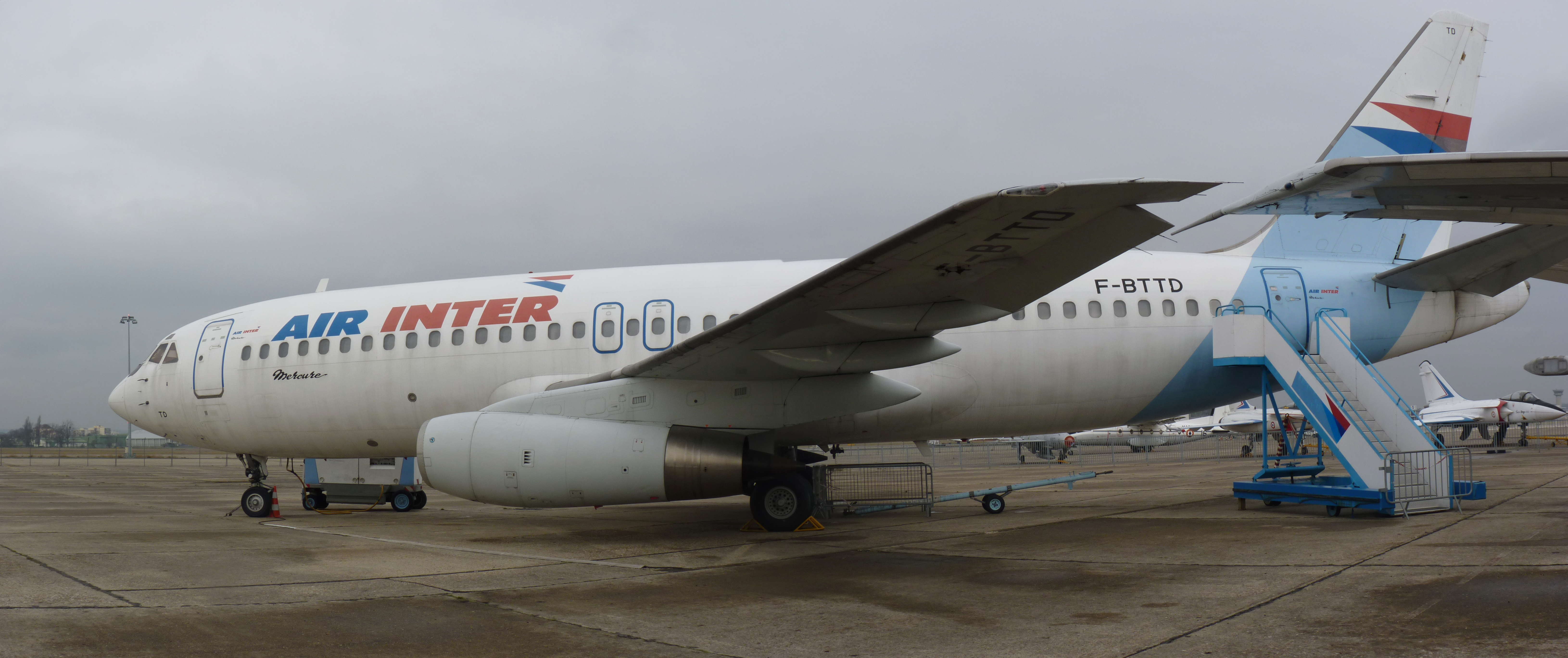
Літак Mercure в Музеї авіації та космонавтики (Париж)

Сподіваючись на масове виробництво Mercure (300-й літак планувалося виготовити до кінця 1979 року), з точкою беззбитковості після 125-150 літака, Dassault створив 4 заводи спеціально для програми Mercure: в Мартіньяс (фр. Martignas) поряд з Бордо, в Пуатьє, в Секлен поряд з Ліллем та в Істрі. 30 січня 1972 року Air Inter замовило 10 Mercure, що мали бути доставлені між 30 жовтня 1973 та 13 грудня 1975 року. Через відсутність інших замовлень, виробнича лінія була зупинена 15 грудня 1975 року. Сумарно було побудовано 2 прототипи та 10 серійних літаків. Один із прототипів (номер 02), був відремонтований та придбаний Air Inter.
Canadair був одним із декількох субпідрядників, що брали участь в ранньому розвитку проекту Mercure.
29 квітня 1995 року, останні два Mercure здійснили останній політ. Усі літаки Mercure зараз списані з вражаючою історією: 360 тис. льотних годин, 44 мільйони пасажирів перевезених в 440 тисячах рейсів, жодної аварії та 98% експлуатаційна надійність.

## Оператори
Франція
- Air Inter
- Ecole Supérieure des Métiers de l'Aéronautique використовує п'ятий вироблений Mercure (реєстраційний номер F-BTTE) як наземний стенд.

## Технічні характеристики

### Dassault Mercure
Джерело: 
Основні характеристики
- Екіпаж: 3 людини (пілот, другий пілот, бортінженер)
- Пасажиромісткість: 150 пасажирів
- Довжина: 34,84 м (114 футів 3 дюйма)
- Висота: 11,35 м (37 футів 4 дюйма)
- Розмах крила: 30,55 м (100 футів 3 дюйма)

- Площа крила: 116 м² (1 248 футів² )
- Маса спорядженого: 56 500 кг (124 300 фунтів)
- Силова установка: 2 × газотурбінних Pratt & Whitney JT8D-15
- Тяга: 2 × 68,9 кН (15 500 фунтів)

Льотні характеристики
- Крейсерська швидкість: 870 км/год (540 миль/год)
- Практична дальність: 1 756 км (1 100 миль)
- Довжина розгону: 2 750 м (9 000 футів)
- Довжина пробігу: 1 650 м (5 400 футів)